# Cyrus (filme)
Cyrus (bra: Cyrus) é um filme estadunidense de 2010, uma comédia dramático-romântica escrita e dirigida por Jay Duplass e Mark Duplass.

## Sinopse
Conta a história de Sad Sack John (John C. Reilly), um quarentão solitário que se apaixona por Molly (Marisa Tomei) mas vê o filho ciumento dela estragar a relação.

## Elenco
- John C. Reilly .... John
- Jonah Hill .... Cyrus
- Marisa Tomei .... Molly
- Catherine Keener .... Jamie
- Matt Walsh .... Tim